# Nesochlide
Nesochlide là một chi bướm đêm thuộc họ Geometridae.